# Nancy Jazz Pulsations
Nancy Jazz Pulsations ou plus communément NJP est un festival de jazz et de musiques actuelles se déroulant durant la première quinzaine d'octobre à Nancy et dans différentes salles en Lorraine.

## Historique
C'est dans le grenier d'une grande maison du petit village de Xirocourt que naît le concept NJP. Entre 1969 et 1973, Xavier Brocker y fait venir la fine fleur du jazz français et américain : Dany Doriz, qui préside maintenant aux destinées du Caveau de la Huchette de Paris, Harold « Hal » Singer, Mickey Baker, Bill Coleman, « Cousin Joe », Curtis Jones, Eddie Boyd, T-Bone Walker, « Champion » Jack Dupree, Milt Buckner et bien d'autres… On y rencontre alors Jack Lang ou André Rossinot.
En 1972, la notoriété de ces concerts va bien au-delà de la Lorraine, et l'organisation devient ingérable dans un village de 300 habitants. L'idée d'un festival à Nancy s'impose. Le festival est créé en 1973 par un groupe de jeunes Nancéiens aidé du comité des fêtes de Nancy. Parmi les fondateurs figurent Gilles Mutel, Pierre Pajon, Xavier Brocker (ancien président), Daniel Eugé, Yvan Huc (premier président du festival), Claude-Jean « Tito » Antoine (devenu ensuite directeur du Zénith de Nancy), Raymond Sanna, Marie-José Guerini, Patricia Henck, Sophie Houdet, Jean-Marie Barbaux, Didier Levy, René Mathis, Jean-Noël Delecray dit « Béru », qui réalise la programmation jazz de l'édition 1977 tandis que Patrick Kader programme les concerts de blues et de gospel et a ensuite pris le relais en tant que  seul directeur artistique et directeur général du festival. 
Le festival avait lieu tous les deux ans jusqu'en 1982.
Il est depuis ouvert à toutes les musiques et se tient tous les ans.
Depuis 2019, c'est Thibaud Rolland qui assure la direction artistique du festival. 

### Les salles

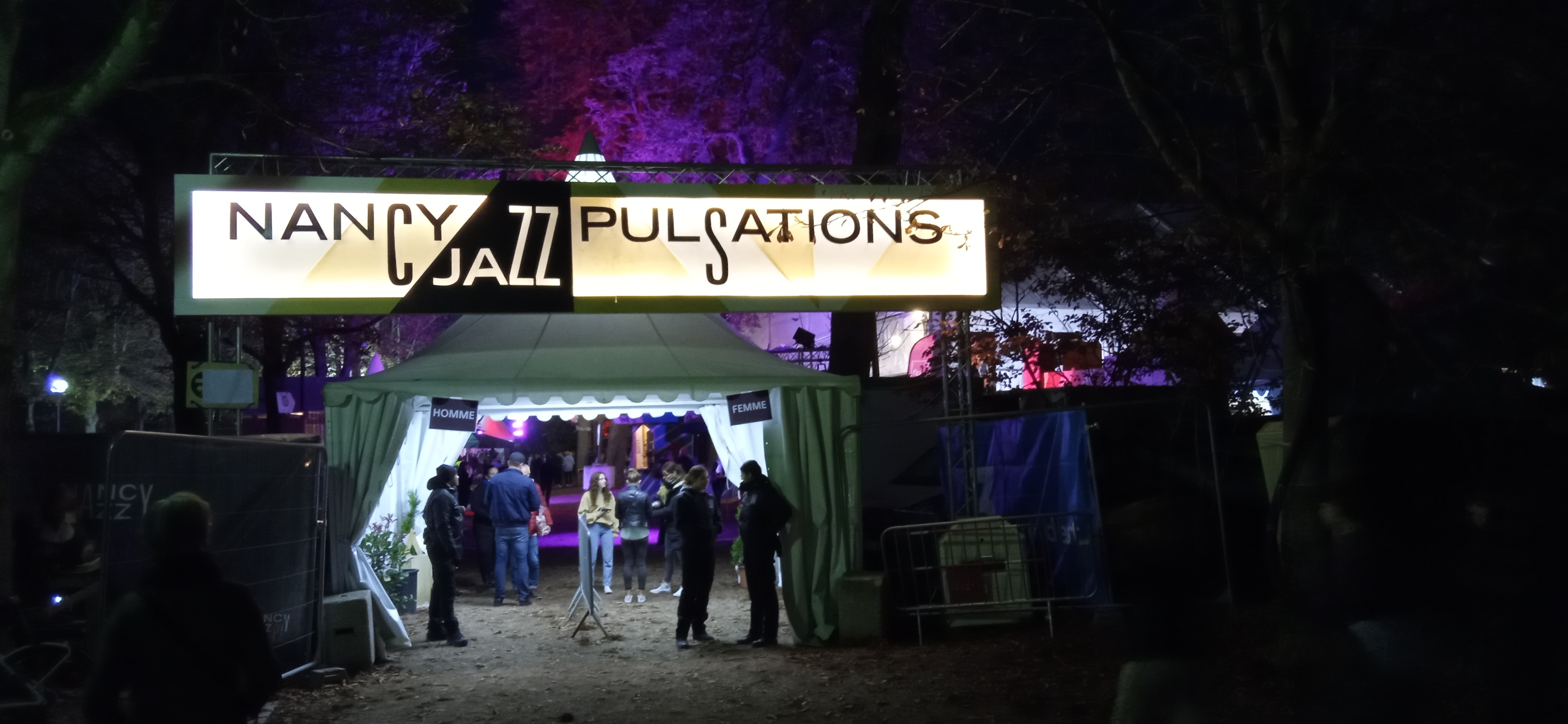
L'entrée du chapiteau.

Les concerts ont lieu dans plusieurs salles ou lieux nancéiens tels l'Autre Canal, la salle Poirel, le théâtre de la Manufacture, l’opéra, ainsi que le Hublot et le lieu principal, le parc de la Pépinière et son chapiteau.

### Les artistes des premières années du festival

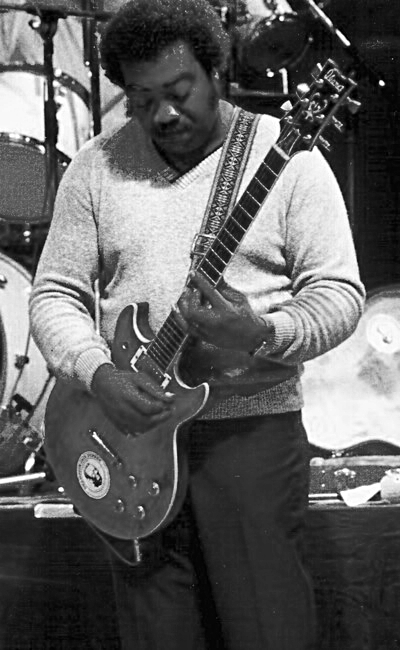
Le guitariste et chanteur de blues/R&B Joe "Guitar" Hughes aux Nancy Jazz Pulsations de 1983

L'année de sa création, le festival accueille des artistes prestigieux comme Ray Charles, Oscar Peterson, Sun Ra, Claude Bolling, Terry Riley, Memphis Slim. 
- En 1975, Dizzy Gillespie, Clark Terry, Oscar Peterson, Joe Pass, Ray Brown, Eddie Lockjaw.
- En 1977 Sam Rivers, Archie Shepp avec Don Cherry et Chico Freeman.
- Michel Petrucciani participe en 1979.
- 1983 voit le retour de Sun Ra et la participation de Stéphane Grappelli.
- En 1984, Ray Charles est la vedette de cette édition avec ses 21 musiciens.
- 1985 est une très belle année, avec la venue des têtes d'affiche que sont Arto Lindsay, Keith Jarrett, Sarah Vaughan, Wayne Shorter, Miles Davis, Vienna Art Orchestra, Mory Kante, Doudou N'diaye Rose, Ray Lema, et Stanley Jordan.
- En 1986, le festival poursuit l'ouverture à d'autres musiques que le Jazz avec The Residents[1].
- En 1987, concerts de Yellowjackets, Jimmy Haslip, Didier Lockwood, Thierry Elliez, André Ceccarelli, Radio Tarifa, Morcheeba - Skye, Paul Godfrey[5]…
- En 1992, les têtes d'affiche sont les Brecker Brothers, Steve Grossman 5tet, Glibert Sigrist, Charles Brown, Dee Dee Bridgewater & The Count Basie Orchestra, Michel Petrucciani Group, John McLaughlin Trio[5] et le musicien Franco-Burkinabé résident à Nancy, Kilimandjaro[2] (alias Abraham Yaméogo) fait l'ouverture du festival avec son groupe.
- En 1994 naît l'initiative des Quartiers Musique du NJP, avec les Brésiliens Moleque de Rua (les Enfants de la Rue), collectif de São Paulo.
- En 1997, un projet d'échange avec l'Afrique du Sud donne de l'ampleur à l'opération Quartiers Musiques.
- En 2000, un autre échange a lieu avec le Sénégal (village de Thilogne où une classe est financée par le NJP).

Le festival a acquis une dimension humanitaire au fil des années.

## Artistes ayant participé au NJP depuis 2000

### Années 2010

#### 2010
Le festival 2010 a eu lieu du 6 au 16 octobre 2010, avec en tête d'affiche des artistes comme Alpha Blondy, Jean-Jacques Milteau, The Yardbirds, John Mayall, Richard Galliano, Jacques Higelin, Jeanne Cherhal, Manu Katché, Dave Holland, Sharon Jones, Selah Sue et Marcus Miller.
Le festival 2010 a vu une hausse de 10 % de la fréquentation avec 33 000 spectateurs.

#### 2011
Le festival 2011 (du 5 au 15 octobre) invite Henri Texier, Tigran Hamasyan, Youn Sun Nah, Charles Lloyd et Chucho Valdès, ainsi qu'Ibrahim Maalouf et Stéphane Belmondo. Pour la chanson française seront présents Danakil, Les Têtes Raides, Miossec et Renan Luce, et lors de la soirée de clôture le 15 octobre se produiront Kid Creole and the Coconuts, la chanteuse américaine Alela Diane et la chanteuse soul Aṣa.
La scène metal était également à l'honneur le 7 octobre à l'Autre Canal avec la soirée Icelandic Invasion vs French Explosion qui a réuni trois groupes de la scène Metal islandaise, Moldum, Angist et Momentum ainsi que deux groupes français avec Loudblast et Tagada Jones.

#### 2012
Le festival s'est déroulé du 10 au 20 octobre 2012, c'était la 39e édition.

#### 2013
Il s'agit de la 40e édition du festival NJP.

#### 2014
La 41e édition du festival s'est déroulée du 8 au 18 octobre 2014, avec la présence de Gregory Porter, André Manoukian, Sylvain Luc et Stefano Di Battista 4tet, Rivière Noire et Thomas de Pourquery, Otis Taylor, Electro Deluxe, Paul Personne, Lee Fields & the Expressions, mais aussi Selah Sue, Étienne de Crécy, Ibrahim Maalouf, Anthony B, Plaza Francia, Catherine Ringer, Christoph H. Müller & Eduardo Makaroff (Gotan Project), Richard Galliano et Émilie Simon.

#### 2015
L'édition 2015 du festival a lieu du 7 au 17 octobre 2015. Parmi les artistes annoncés figurent entre autres Ibrahim Maalouf, Marc Cerrone, Brad Mehldau, Yael Naim, Jean-Louis Murat, Jacky Terrasson, The Dø, Maceo Parker, Markus Miller et Yuri Buenaventura.

#### 2016
L'édition 2016 du festival a eu lieu du 5 au 15 octobre 2016, avec des têtes d'affiche comme Yael Naim, Puppetmastaz, La Femme, Ibrahim Maalouf, Gregory Porter, Acid Arab, Worakls, Les Vikings de la Guadeloupe, Kenny Barron, Lucky Peterson, Tryo, La Grande Sophie, Mickey3d, les Naive New Beaters, Radio Elvis, J.C Satàn, Féfé, Young Ice's Babe, Las Aves, Dub Inc...

#### 2017
L'édition 2017 du festival a eu lieu du 11 au 21 octobre 2017. Parmi les artistes prévus figurent Thomas Fersen, Camille, Gramatik, Rouler Pinder, Kenny Neal et Youn Sun Nah.

#### 2018
L'édition 2018 du festival a eu lieu du 10 au 20 octobre 2018. Parmi les artistes prévus figurent Eddy de Pretto, Jeanne Added, Maceo Parker, Jimmy Cliff, Charlie Winston, Henri Texier, Bill Deraime, Lisa Simone, Delgrès, Melvin Taylor, Les Négresses vertes...

#### 2019
L'édition 2019 du festival a eu lieu du 9 au 19 octobre 2019. Parmi les artistes de cette édition figurent Catherine Ringer, Jean-Luc Ponty, Kyle Eastwood, Metronomy, Raphael Saadiq, Alpha Wann, Paul Personne,...

### Années 2020

#### 2020
L'édition 2020 du festival a eu lieu du 7 au 17 octobre 2020, et a été maintenue malgré la crise sanitaire. Le chapiteau n'est pas utilisé et les concerts ont lieu en plein air.

#### 2021
L'édition 2021 est planifiée du 6 au 16 octobre 2021, avec des artistes tels que Jamie Cullum, Miossec, Roberto Fonseca, Gilberto Gil, Popa Chubby, Cory Wong, Leila Martial, etc.

#### 2022

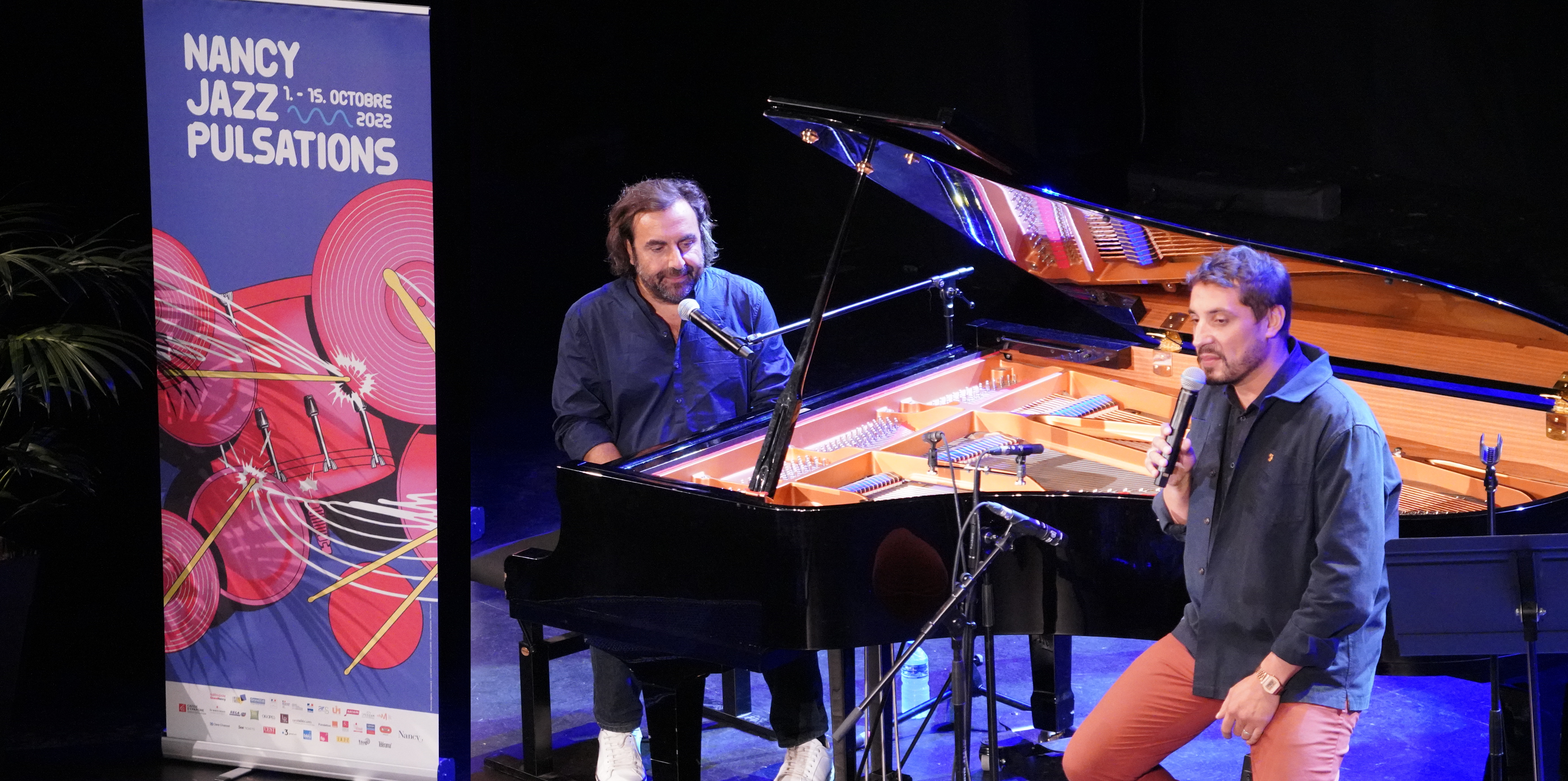
Salle Poirel avec André Manoukian en 2022.

L'édition 2022 est planifiée du 1 au 15 octobre 2022, le N.J.P noue des partenariats avec Le Livre sur la place, des associations de quartiers et d'étudiants. Parmi les artistes présents figurent Selah Sue, Jean-Louis Murat, Anne Paceo, Kyle Eastwood, Jeanne Added, etc.

#### 2023
L'édition 2023 se déroule du 7 au 21 octobre 2023. Parmi les artistes invités figurent notamment Erik Truffaz, Asaf Avidan, Laura Cahen, Magma, Marcus Miller, Hubert-Félix Thiéfaine, Sixun, Thomas Dutronc, Sandra Nkaké.

#### 2024
L'édition 2024 est planifiée du 9 au 19 octobre 2024. Les artistes suivants sont programmés: Véronique Sanson, Arthur Teboul & Baptiste Trotignon, Ana Tijoux, Pat Metheny, Marion Rampal, Keziah Jones, Bernard Allison, Lizz Wright, The Stranglers, Ayọ, Kassav', etc..